# نبرد میدوی (فیلم)
نبرد میدوی (انگلیسی: The Battle of Midway) فیلمی در ژانر مستند به کارگردانی جان فورد است که در سال ۱۹۴۲ منتشر شد. از بازیگران آن می‌توان به هنری فوندا و جین دارول اشاره کرد.

## نگارخانه

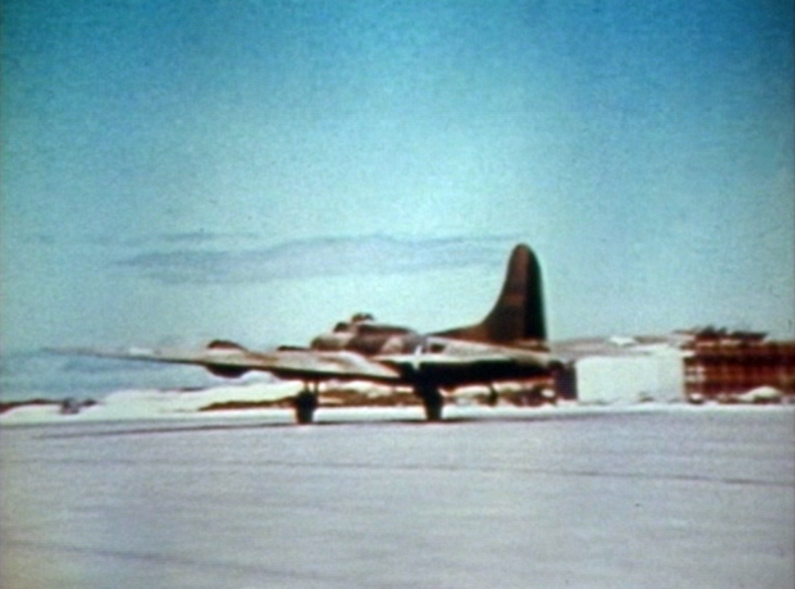
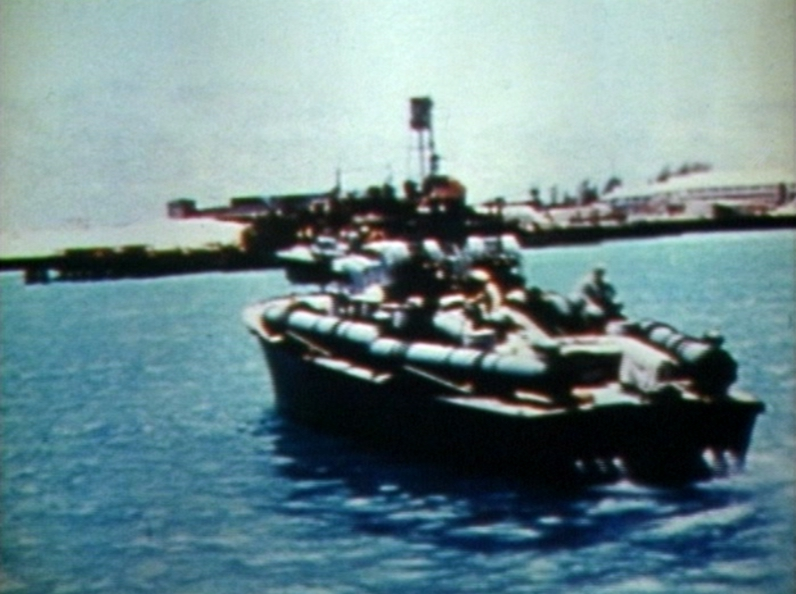
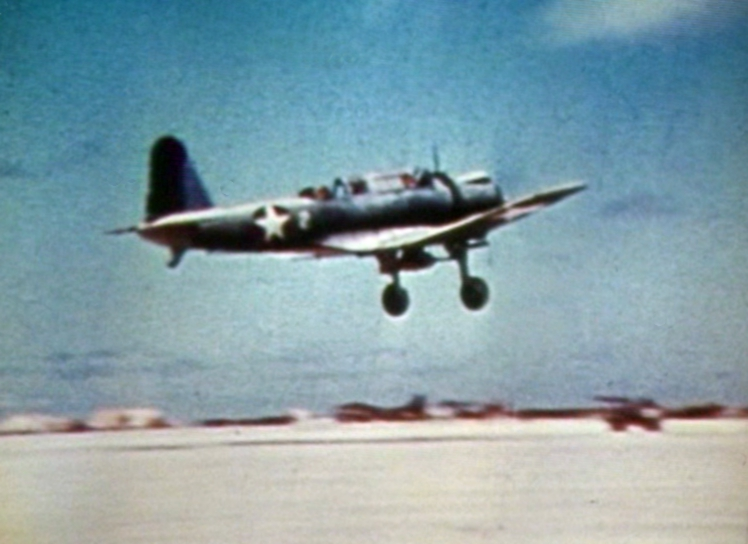
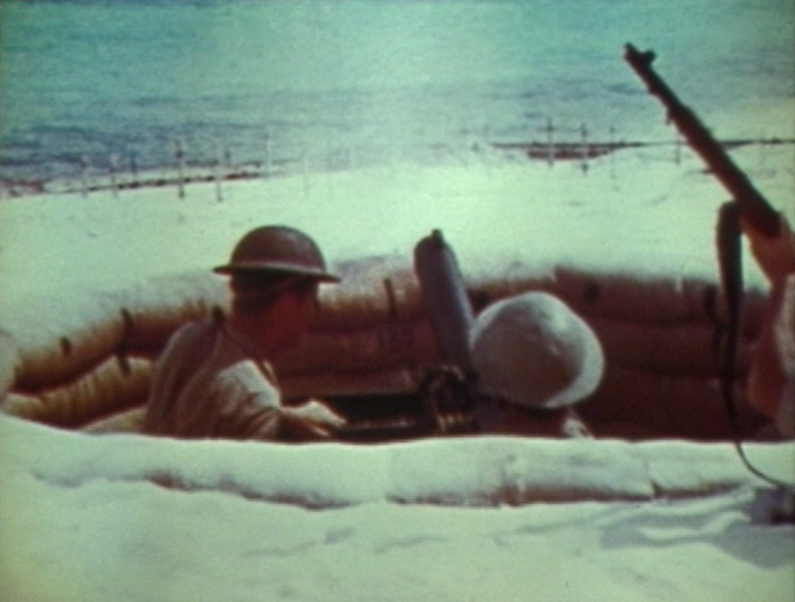
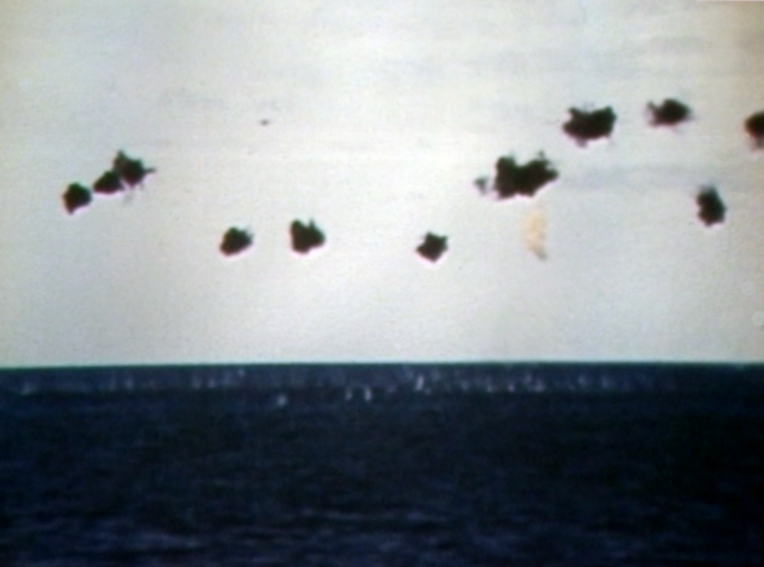
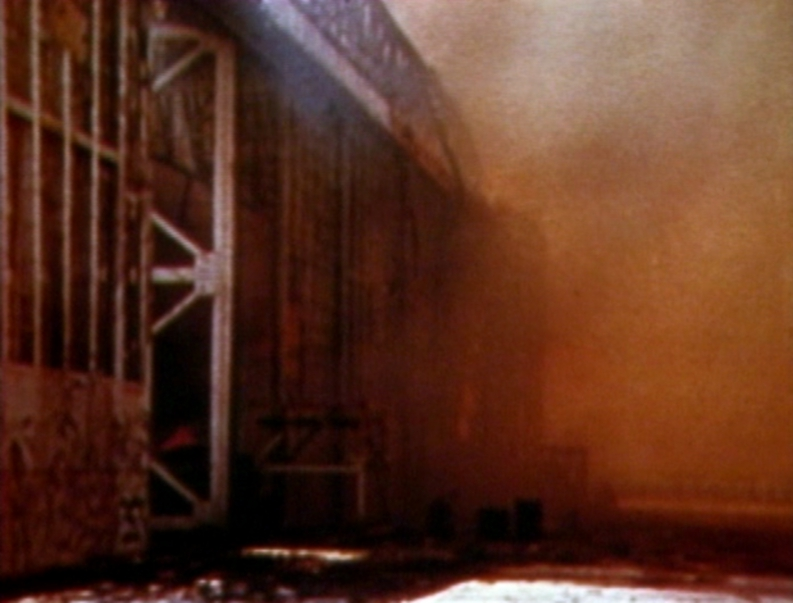
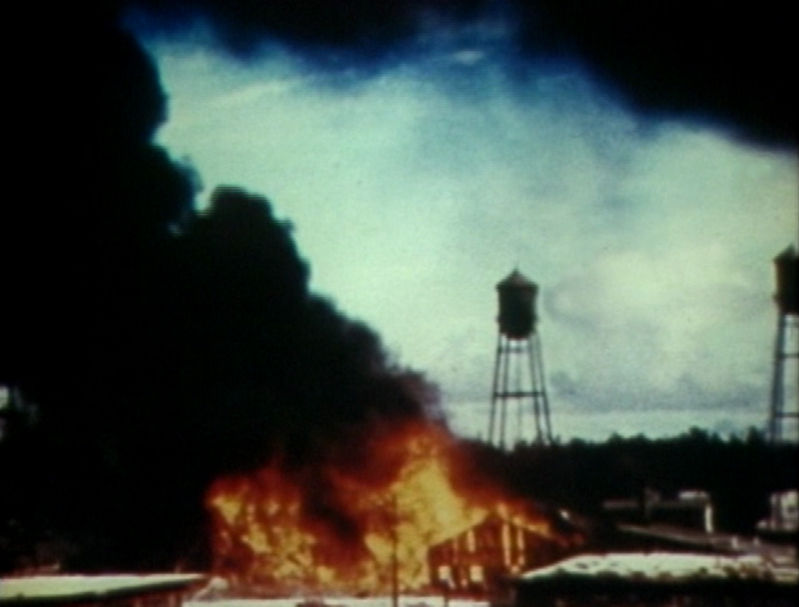